# Медаль «Для турецьких військ»
Медаль «Для турецьких військ» — державна нагорода  Російської імперії, призначена для османських солдатів і офіцерів, які перебували в одному таборі з російським допоміжним корпусом на Босфорі в 1833 році.
Медаль заснована 10 травня 1833 року указом Миколи I. Указ про заснування був повідомлений військовим міністром О. І. Чернишовим міністру фінансів Є. Ф. Канкріну. Медаль мала два основні варіанти — золота та срібна.

## Порядок нагородження
Нагороджувалися цією нагородою військові Османської імперії, які були присутні на Босфорі під час перебування там російського десантного загону в таборі «Гаух-Кер-іскелессі» (Султанська пристань). Срібними медалями нагороджувалися нижні чини, золотими — офіцери і генерали. Вісім золотих медалей, прикрашених діамантами, було вручено найбільш високопоставленим нагородженим.

## Опис медалі
Медалі зроблені з золота і срібла. Діаметр 28 мм. На лицьовій стороні медалі зображений вензель Миколи I, увінчаний великою імператорською короною. Зображення хреста на короні було дуже малим. На зворотному боці дата «1833», оточена лавровим вінком.
На Санкт-Петербурзькому монетному дворі було викарбовано 2265 срібних і 168 золотих медалей, з них 8 медалей було прикрашено діамантами.
Медаль має вушко для кріплення до стрічки. Носити медаль слід на грудях. Стрічка медалі — Олександрівська (червоного кольору, як і прапор Османської імперії).